# Małgorzata Bielak
Małgorzata Bielak (ur. 3 stycznia 1984) – polska judoczka, złota medalistka Letniej Uniwersjady 2009 w Belgradzie w kategorii poniżej 57 kilogramów. 

## Kariera sportowa
Jest trzykrotną mistrzynią polski seniorów oraz trzykrotną mistrzynią polski juniorów. W swojej karierze wygrała dwa turnieje międzynarodowe (oprócz zwycięstwa w uniwersjadzie 2009): Swedish Open oraz A-Tournament w Kijowie.
Podczas mistrzostw Europy w Wiedniu (2010) odpadła w pierwszej rundzie turnieju indywidualnego, zaś w drużynie zdobyła srebrny medal.
Startowała na dwóch uniwersjadach: w Bangkoku (2007) oraz w Belgradzie (2009).
Jest zawodniczką AZS-AWFiS Gdańsk. Na co dzień jest studentką AWFiS Gdańsk.